# أفيق
أفيق (بالعبرية: אֲפִיק) هي مستوطنة إسرائيلية و كيبوتس أنشئت في عام 1972. وكانت هذه هي أول منطقة يهودية أنشئت في مرتفعات الجولان بعد الحرب التي دامت ستة أيام. وفي عام 2016، كان عدد سكانها 292 نسمة.
يرى المجتمع الدولي أن المستوطنات الإسرائيلية في مرتفعات الجولان غير قانونية بموجب القانون الدولي، بينما تعارض الحكومة الإسرائيلية هذا.

## التاريخ
هناك مواقع متعددة يطلق عليها اسم أفيق في الكتاب المقدس، ويعتقد أن موقع الكيبوتس قريب من أنقاض أفيق المذكورة في سفر الملوك (الملوك الأول 20:26) التي تبين كيف أن آخاب ملك إسرائيل قد هزم بنهدد الأول لدمشق، وأن النبي اليسع قد تنبأ أن ملك إسرائيل يوآش سيهزم بنهدد الثالث لدمشق.
أنشئ كيبوتس أفيق، المنتسب إلى اتحاد الكيبوتسات الصغيرة والكيبوتسات، بالقرب من موقع قرية فيق السورية المهجورة في 8 مايو 1972. ويخضع للولاية القضائية البلدية للمجلس الإقليمي للجولان، ويقع مطار فيق في مكان قريب.